# Atom dla pokoju

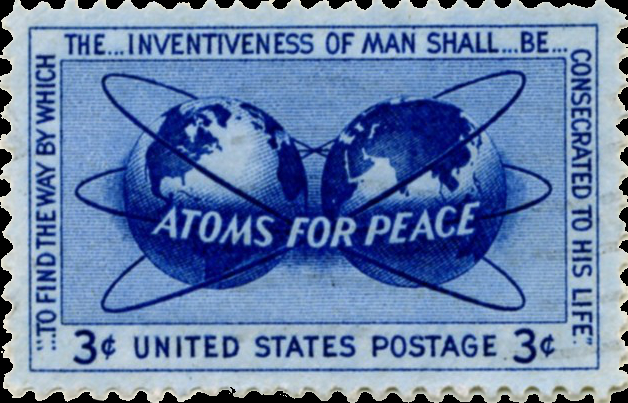
Amerykański pamiątkowy znaczek pocztowy z 1955 roku, nawiązujący do inicjatywy Atomu dla pokoju

Atom dla pokoju (ang. Atoms for Peace) – inicjatywa polityczna wywodząca się z przemówienia prezydenta Dwighta D. Eisenhowera, wygłoszonego 8 grudnia 1953 roku przed Zgromadzeniem Ogólnym ONZ.
Powiedział on:

Nie wystarczy odebrać żołnierzom tę broń [atomową]. Trzeba oddać ją w ręce tych, którzy będą umieli rozmontować jej militarną otoczkę i przystosować ją do pokojowego zastosowania. (...) Stany Zjednoczone wiedzą, że pokojowa energia atomowa nie jest marzeniem przyszłości. Ta zdolność, już udowodniona, jest tu – teraz – dzisiaj. Kto mógłby zaprzeczyć temu, że gdyby cała grupa naukowców i inżynierów na świecie posiadała odpowiednią ilość materiału rozszczepialnego do testowania i rozwijania swoich pomysłów, to ta możliwość szybko przekształciłaby się w uniwersalne, wydajne i ekonomiczne zastosowanie.

## Realizacja
Przemówienie było częścią starannie zorganizowanej kampanii medialnej zwanej Operacją Candor, która powstała pod wpływem raportu Zespołu Konsultantów ds. Rozbrojenia Departamentu Stanu ze stycznia 1953. Nalegano w nim, aby rząd Stanów Zjednoczonych był bardziej transparentny wobec narodu amerykańskiego w odniesieniu do zagrożeń i nadziei związanych z przyszłością ery atomowej.
W niedługim czasie od przemówienia, Stany Zjednoczone uruchomiły program, w ramach którego dostarczono sprzęt i know-how szkołom, szpitalom i instytucjom badawczym w USA i na całym świecie, w tym w Izraelu.

## Efekty
Efektem tej inicjatywy są również przepisy dotyczące wykorzystania energii jądrowej, które powstrzymały inne kraje przed rozwojem broni, jednocześnie umożliwiając im wykorzystanie technologii jądrowej do pokojowych celów.
Pod wpływem tej inicjatywy powstał również zarys koncepcji budowy elektrowni jądrowej w Polsce, atomowe ogrodnictwo, operacja Plowshare czy koncepcja zalania depresji Kattara poprzez stworzenie za pomocą wybuchów ładunków jądrowych kanału prowadzącego z Morza Śródziemnego do tego zagłębienia.